# Catalana medievală

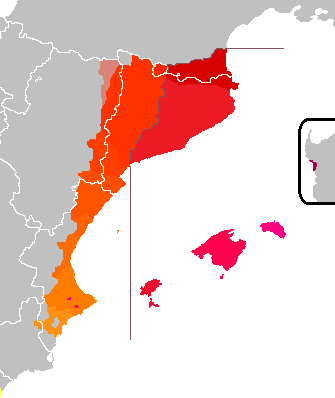
Împărțirea dialectală modernă a teritoriului ocupat de catalana medievală.

Catalana veche sau catalana medievală (catalanesc, romanç, catalană català antic) a fost o limbă romanică vorbită în Evul Mediu, precursoarea varietăților lingvistice autohtone moderne cunoscute precum catalana, valenciana, baleară, limba vorbită în Roussillon și limba vorbită în Alghero.
În perioada medievală, limba catalana se vorbea în Principatul Cataloniei, Regatul Valenciei, Insulele Baleare și orașul Alghero din Sardinia, teritorii care făceau parte din Coroana Aragonului.

## Fonologia
Catalana medievala a prezentat schimbari fonetice de-a lungul istoriei sale documentate; cu toate că acest articol trateaza mai ales fonologia din secolele XIII și XIV, perioadă în care au fost scrise cele patru mari cronici care utilizau forma standard a catalanei medievale. Sistemul de scriere din acea perioadă răspundea mult mai mult principiului fonetic decât sistemul actual. Mai mult decât atât, consoanele finale scrise se pronunțau, nu cum se întampla acum în dialectul nord-occidental standard din catalana modernă, cum este dialectul vorbit în Barcelona, unde multe dintre aceste consoane nu se pronunță. Acest fapt se datorează procesului de "amuțire graduală" și până la dispariția totală, suferit de consoanele finale (proces asemanător cu procesul suferit de alte limbi romanice, printre care și româna, în care consoanele finale ale infinitivelor verbale din limba latină s-au pierdut astăzi).

### Consoanele
|               |               | Bilabială | Labiodentale | Dentală/ Alveolară | Palatală | Velară |
| ------------- | ------------- | --------- | ------------ | ------------------ | -------- | ------ |
| Nazală        | Nazală        | m         |              | n                  |          |        |
| Oclusivă      | surdă         | p         |              | t̪~t                | k        |        |
| Oclusivă      | sonoră        | b         |              | d̪~d                | g        |        |
| Africată      | surdă         |           | ʦ            |                    |          |        |
| Africată      | sonoră        |           | ʣ            | dʑ~ʤ               |          |        |
| Fricativă     | surdă         |           | f            | s                  | ʃ        |        |
| Fricativă     | sonoră        |           | v            | z                  |          |        |
| Vibrant mult. | Vibrant mult. |           |              | r                  |          |        |
| Vibrant simp. | Vibrant simp. |           |              | ɾ                  |          |        |
| Sonantă       | Sonantă       |           |              |                    | j        | w      |
| Laterală      | Laterală      |           |              | l                  | ʎ, jl    |        |

Se crede că în catalana medievală au existat două foneme laterale palatale diferite. Primul dintre ele, /ʎ/, se scria doar folosind grafia <ll> și s-a menținut neschimbat în majoritatea dialectelor de astăzi. Cel de/al doilea, reconstruit ca /*jl/, provine din grupurile de litere din limba latină C'L, G'L, LI, LI, și se scria ca <yl> sau <il>. Ultimul dintre aceste două sunete nu apărea niciodată în poziție inițială și a fost transformat în rezultatul dat de fonemul /ʎ/ în cea mai mare parte a dialectelor, sau în /j/ în dialectele cu iodizare.
La începutul secolului XII, multe dintre /l/ inițiale se pronunțau ca /ʎ/, chiar dacă se scriau în continuare ca <l> până în secolul XV.

#### Consoanele labiodentale
Sunetele /b/ si /v/ au început să se confunde în anumite dialecte începând cu secolul XIV, în procesul numit betacism. Astăzi, diferența între sunetele /b/-/v/ este prezentă doar în Valencia, în Insulele Baleare și în zona de sud a Tarragonei.

### Vocalele
Sistemul vocalic din catalana medievală este diferit de catalana modernă din Catalonia, chiar dacă există încă în anumite variante dialectale din insulele Baleare. Este format din următoarele unități.
|               | Anterioră | Centrală | Posterioară |
| ------------- | --------- | -------- | ----------- |
| Închisă       | i         |          | u           |
| Semi-închisă  | e         | ə        | o           |
| Semi-deschisă |           | ə        | ɔ           |
| Deschisă      | a         | a        | a           |
Acest sistem este asemănător cu sistemul din latina vulgară cu excepția faptului că fonemul /e/ din latina vulgară s-a centralizat în /ǝ/, și posterior /ɛ/ s-a transformat în vocala deschisa /e/. În catalana centrală  modernă, fonemul /ǝ/ tonic s-a tranformat în /ɛ/, inversându-se astfel distribuția originală din latina vulgară: /e/ > /ǝ/ > /ɛ/ versus /ɛ/ > /e/ > /e/. Acesta este motivul datorită căruia vocalele e deschise și închise din catalană sunt distribuite total opus celor din portugheză și italiană. În variantele dialectale din insulele Baleare se păstrează încă vocalele /ǝ/ tonice în aceleași poziții pe care le aveau în catalana medievală.
Se crede că în perioada preliterară toate variantele catalanei se caracterizau printr-o pronunție neutră a vocalelor pretonice (asemănător cu fenomenul care se întâlnește și astăzi în occitana modernă). La începutul secolul XIII, vocalele /a/ și /e/ pretonice din dialectele orientale au început să se confunde în scris. În aceste dialecte, confuzia între cele două foneme s-a generalizat pentru toate fonemele /a/ și /e/ atonice, proces care se considera încheiat la începutul secolului XV.

## Ortografia
Ortografia actuală a limbii catalane pastrează în mare parte grafia din catalana medievală, cu toate că, anumite pronunții au suferit modificări:
- Accentul ortografic si trema erau folosite foarte rar.
- Sunetul "c" înainte de /e/, /i/;  "ç" și "z" se articulau /ʦ/, în loc de modernele /s/ sau /z/.
- Grupul de litere "ch" la sfârșit de cuvânt se folosea pe post de /k/ în locul formei grafice moderne "c". Prin urmare, forma modernâ amic se scria amich. Această convenție s-a menținut până la începutul secolului XX, și este motivul pentru care multe nume de familie terminate în -ch se pronunță cu un /k/ final.
- Fonemul /jl/ se scria "yl" sau "il". În catalana modernă, acest sunet se pronunța /ʎ/ sau /j/ în funcție de dialect și se scrie folosind grafia "ll" în ambele cazuri. Astfel, foma modernă mirall se scria mirail sau mirayl, din latina miraculus.